# 인도유럽어족
인도유럽어족(영어: Indo-European languages)은 유럽과 서아시아, 남아시아를 중심으로 분포하는 인도유럽인 민족들의 언어로 이루어진 어족이다. 인구어족(印歐語族)이라고도 부른다.
에스놀로그에 따르면 오늘날 445개의 인도유럽어족 언어가 쓰이며 그 가운데 2/3이 넘는 313개가 인도이란어파라는 갈래에 속한다. 모어 화자 수가 가장 많은 인도유럽 언어는 스페인어, 영어, 힌두스탄어(힌디어·우르두어), 포르투갈어, 벵골어, 펀자브어, 러시아어로, 각각 1억 명이 넘는 사람들이 사용한다. 독일어, 프랑스어, 마라티어, 이탈리아어, 페르시아어도 각각 5천만 명 이상이 사용하는 거대 언어이다. 오늘날 세계 인구의 46%에 달하는 32억 명이 인도유럽어족 언어를 모어로 사용하며 이는 모든 어족 중 가장 큰 숫자이다.
인도유럽어족에는 오늘날 유럽에서 쓰이는 대부분의 언어가 속하며, 동아시아와 동남아시아를 제외한 아시아에도 인도유럽 언어들이 분포한다. 중세에 튀르크인과 몽골인의 확장에 밀려나기 전까지는 고대의 아나톨리아(오늘날의 터키)와 타림 분지에서도 인도유럽어가 쓰였다. 유라시아 바깥을 보면, 대항해시대부터 시작된 식민화의 결과로 인도유럽어는 아메리카의 대부분 지역과 오세아니아 및 아프리카의 많은 지역에서 우세하게 쓰인다. 다른 어족이 우세한 지역에서도 인도유럽어족은 소수언어나 제2언어로 가장 흔하게 쓰이는 어족이다.
인도유럽어족은 역사언어학 분야에서 특별한 위치에 있는데, 청동기 시대부터 미케네 그리스어 및 아나톨리아어파의 히타이트어와 루위어로 된 문자 기록이 나타나 세계에서 두 번째로 긴 기록의 역사를 지닌 어족이기 때문이다. (가장 긴 역사를 지닌 어족은 이집트어와 근동의 셈어파 언어들이 속한 아프리카아시아어족이다.) 인도유럽어족 언어의 가장 오래된 흔적은 아나톨리아 동부의 아시리아 유적지인 퀼테페에서 발견된 기록에 남은 히타이트어 단어와 고유명사들이다. 비록 메소포타미아 쐐기 문자를 통해 셈어파 언어인 고대 아시리아어로 기록되기는 했지만 말이다.
모든 인도유럽어족 언어는 인도유럽조어라 불리는 단일한 신석기 시대 언어의 후손이다. 비록 인도유럽조어 자체나 그 화자인 원시 인도유럽인의 문화와 종교에 관해 남아 있는 기록은 전혀 없지만, 인도유럽어족의 원향으로부터 각지로 퍼져나간 후손들인 고대와 현대의 여러 인도유럽 민족의 언어와 문화로부터 그 모습이 어떠했을지 재구성해 볼 수 있다.

## 연구
16세기에 인도 아대륙을 찾아간 유럽인들은 인도아리아어군 및 이란어군 언어와 유럽 언어들 사이의 유사성을 알아차렸다. 1583년, 영국 출신의 예수회 선교사이자 콘칸어 학자였던 토머스 스티븐스는 고아에서 활동하던 중 형에게 보낸 편지에서 인도의 언어들과 그리스어 및 라틴어의 유사성에 관해 말했다.
1540년 피렌체에서 태어나 인도를 방문한 상인인 필리포 사세티도 비슷한 관찰을 했다. 1585년에 그는 산스크리트어와 이탈리아어에 유사한 단어들이 있다고 기록했다. 그런 단어들의 예로는 devaḥ/dio “신”, sarpaḥ/serpe “뱀”, sapta/sette “일곱”, aṣṭa/otto “여덟”, nava/nove “아홉” 따위가 있었다. 그러나 스티븐스나 사세티의 관찰은 보다 깊은 학문적 탐구로 이어지지 못했다.
1647년 네덜란드의 학자 마르쿠스 주에리우스 판 복스호른은 아시아와 유럽의 몇몇 언어들이 서로 유사함을 지적했으며 이 언어들이 ‘스키타이어’라는 공통 조상으로부터 나왔다는 이론을 세웠다. 그의 가설에는 네덜란드어, 알바니아어, 그리스어, 라틴어, 페르시아어, 독일어가 포함돼 있었으며 나중에는 여기에 슬라브어파, 켈트어파, 발트어파도 포함되었다. 그러나 판 복스호른의 가설은 널리 알려지지 못했으며 추가적인 연구로 이어지지 않았다.

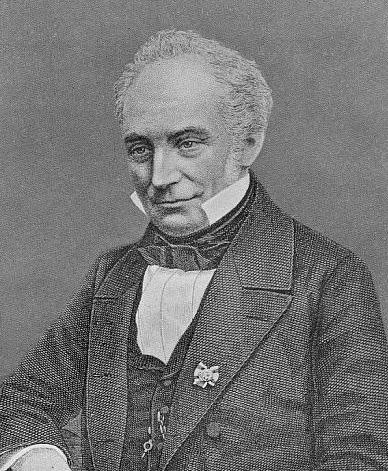
비교언어학의 선구자 프란츠 보프

오스만 튀르크의 여행가 에블리야 첼레비는 1665 ~ 1666년에 외교 임무를 띠고 빈에 파견되었을 때 독일어와 페르시아어 단어 사이의 유사성을 기록했다. 프랑스의 예수회 선교사이자 인도학자인 가스통 쾨르두를 비슷한 여러 사람도 비슷한 관찰을 했다. 쾨르두는 1760년대 후반에 산스크리트어·라틴어·그리스어의 동사 굴절을 꼼꼼하게 비교하여 이 언어들이 서로 연관되어 있다고 제안했다. 한편 미하일 로모노소프는 슬라브어파, 발트어파(‘쿠를란트어’), 이란어군(‘메디아어’), 핀란드어, 중국어, ‘호텐토트어’(코에코에어) 등 서로 다른 언어군을 비교하였으며, 서로 연관된 언어들은(라틴어, 그리스어, 독일어, 러시아어 등) 고대에 공통의 조상들로부터 서로 갈라졌음이 분명하다고 주장했다.
이 가설은 1786년 영국의 언어학자 윌리엄 존스가 그의 시대에 알려져 있던 가장 오래된 언어인 라틴어, 그리스어, 산스크리트어 사이의 놀랄 만한 유사성에 관해 강의하면서 다시 등장했다. 그는 여기에 잠정적으로 고트어, 켈트어, 페르시아어를 덧붙였다. 그의 분류에는 잘못 포함된 언어와 잘못 빠트린 언어도 몇몇 있기는 했다. 존스는 1786년 벵골 아시아 협회의 강의에서 오래된 조상 언어의 존재를 추측하며 후대의 연구를 예지하듯 다음과 같이 선언하는데, 이는 언어학에서 가장 유명한 인용구 중 하나이다. 그는 이 조상 언어를 “공통의 근원”이라 불렀지만 이름을 붙이지는 않았다.
산스크리트어는 얼마나 오래되었는지 모르나 놀라운 구조를 갖추었다. 그리스어보다 완벽하고, 라틴어보다 풍부하며, 둘 모두보다 세련되게 다듬어졌으나, 동사의 어근과 문법의 형식 양면에서 우연의 결과라고는 믿을 수 없을 만큼 두 언어와 닮아 있다. 이 유사성은 너무나 강렬해서, 그 어떤 문헌학자도 이 세 언어를 모두 살펴본 뒤에 어쩌면 더 이상 존재하지 않을 어느 공통의 근원으로부터 이 언어들이 유래하였다고 믿지 않을 수 없을 것이다.— 윌리엄 존스, 3주년 기념 담화 (1786년 2월 2일), ELIOHS

영국의 물리학자이자 언어학자인 토머스 영은 1813년에 ‘인도유럽어족’이라는 용어를 처음으로 사용했고, 하나의 발상지에서 나온 단일 민족이 이웃 민족들을 잇달아 침략하여 자기네 언어를 전파했으리라는 가정을 내놓는다. 인도유럽어족이라는 이름은 어족이 분포하는 지역의 동쪽과 서쪽 끝인 북인도와 서유럽에서 따온 것이다. 같은 뜻으로 ‘인도·게르만어족’(영어: Indo-Germanic, Idg. 또는 IdG.)이라는 용어도 쓰이는데, 사용 지역의 최남단과 최북단에 분포하는 갈래들의 이름에서 따온 것이다. 이 용어는 1810년 콩라드 말트브룅의 저작에서 프랑스어(indo-germanique)로 처음 등장한다. 대부분의 언어에서 ‘인도게르만어족’은 ‘인도유럽어족’에 비해 구식이거나 덜 흔하게 쓰이는 용어가 되었지만 독일어에서는 여전히 ‘indogermanisch’가 표준 용어이다.
프란츠 보프는 1816년에 《그리스어, 라틴어, 페르시아어, 게르만어와 비교한 산스크리트어의 동사 굴절 체계에 관하여》라는 제목의 책을 출간했고 1833년부터 1852년까지 《비교 문법》을 집필했다. 이는 학문 분야로서 인도유럽어학의 출발을 알렸다. 인도유럽어족 비교언어학의 고전기는 여기서부터 1861년 아우구스트 슐라이허의 《개론(Compendium)》을 거쳐 1880년대에 출판된 카를 브루크만의 《개요(Grundriß)》로 이어진다. “근대적” 인도유럽어학의 시작은 브루크만의 젊은이 문법학파적 관점에 따른 인도유럽어학 분야의 재평가와 페르디낭 드 소쉬르의 후두음 이론이라고 볼 수 있다. 1927년에 히타이트어 자음 ḫ의 존재를 밝혀낸 예지 쿠리워비치의 1956년 저작 《인도유럽어의 모음교체》 이후, 캘버트 왓킨스, 요헴 쉰들러, 헬무트 릭스 등 20세기 후반에 활동한 학자들은 인도유럽어족의 형태론과 모음교체에 대해 더 깊이 이해하게 되었다. 쿠리워비치의 발견은 페르디낭 드 소쉬르가 1879년에 인도유럽어에서 나타나는 모음 길이 변이를 설명하기 위해 제안한 ‘공명계수’(coefficients sonantiques)의 존재를 입증하였다.

## 분류
인도유럽어족은 크게 열 갈래로 나뉜다. 아래에 가나다순으로 나열하였다.
- 게르만어파: 게르만조어에서 나왔다. 2세기경의 룬 문자 새김글에 처음 기록되었고, 4세기경 고트어로 조리 있는 텍스트가 처음 나타난다. 8세기경부터 고대 영어 문서가 나타난다. 게르만어파에 속하는 현대 언어로는 영어, 프리슬란트어, 독일어, 네덜란드어, 스코트어, 덴마크어, 스웨덴어, 노르웨이어, 아프리칸스어, 이디시어, 아이슬란드어, 페로어 등이 있다.
- 그리스어파: 그리스조어에서 나왔으며, 그리스어가 여기 속한다. (그리스어의 역사 참조.) 기원전 1450 ~ 1350년경의 미케네 그리스어로 된 단편적인 기록이 발견된 바 있다.[15] 기원전 8세기부터 호메로스의 서사시가 전해진다.
- 발트슬라브어파: 대부분의 인도유럽어학자는[16] 발트어파와 슬라브어파가 하나의 계통군을 이룬다고 본다. 그러나 둘은 별개의 계통군이며 오랜 접촉으로 유사해진 것이라는 소수 의견도 있다.
  - 발트어파: 14세기부터 기록되었다. 매우 늦게 기록된 것치고는 인도유럽조어가 지녔던 오래된 특징을 놀라울 정도로 많이 유지하고 있다. 현대 언어로는 라트비아어, 리투아니아어 등이 속한다.
  - 슬라브어파: 슬라브조어에서 나왔다. 9세기부터 기록되었고 가장 오래된 텍스트는 고대 교회 슬라브어로 되어 있다. 발트어파와 마찬가지로 인도유럽조어의 흔적이 많이 남아 있는 편이다. 슬라브어파에는 불가리아어, 러시아어, 폴란드어, 체코어, 슬로바키아어, 실레지아어, 카슈브어, 세르보크로아트어, 마케도니아어, 소르브어, 슬로베니아어, 우크라이나어, 벨라루스어, 루신어 등이 속한다.
- 아나톨리아어파 (사멸): 소아시아 지역에 분포했으며, 고대 후기까지 모두 사어가 되었다. 기원전 20세기와 19세기부터 셈어파 언어인 고대 아시리아어 텍스트에 루위어/히타이트어 단어들이 흩어져 기록되어 있다. 기원전 1650년경부터 히타이트어 텍스트가 나타난다.[17][18]
- 아르메니아어: 5세기 초반부터 기록되었다.
- 알바니아어: 15세기부터 기록되었다.[19] 알바니아조어는 오래된 고대 발칸 제어 중 하나의 후손인데, 이는 전통적으로 일리리아어로 여겨져 왔으나,[20] 이를 뒷받침할 근거는 충분치 않다.[21]
- 이탈리아어파: 이탈리아조어에서 나왔다. 기원전 7세기부터 기록되었다. 고대의 오스크움브리아어군, 팔리스크어를 비롯해 라틴어와 그 후손인 로망스어군을 포함한다. 로망스어군에는 이탈리아어, 스페인어, 프랑스어, 포르투갈어, 루마니아어, 카탈루냐어, 갈리시아어, 로만슈어 등이 속한다.
- 인도이란어파: (기원전 3000년경에 존재했다고 추정되는) 인도이란조어에서 나왔다. 기원전 1400년경에 처음 기록되었다.
  - 인도아리아어군: 기원전 1400년경 소아시아의 히타이트어 텍스트에 인도아리아어군 단어들의 흔적이 나타난다.[22][23] 새김글로서는 기원전 3세기부터 프라크리트어(아소카의 칙령) 기록이 전해진다. 리그베다는 기원전 제2천년기 중반부터 내려오는 베다 산스크리트어 내용을 구전으로 보존해 왔다고 여겨진다. 인도아리아어군에는 인도 북부, 파키스탄 남부, 방글라데시의 다양한 현대 언어가 속한다. 예컨대 힌두스탄어, 벵골어, 아삼어, 펀자브어, 카슈미르어, 구자라트어, 마라티어, 오리야어, 네팔어, 또한 스리랑카의 싱할라어와 몰디브의 디베히어 등이 있다.
  - 이란어군: 기원전 1000년경부터 아베스타어 기록이 전한다. 새김글로서는 기원전 520년부터 고대 페르시아어(베히스툰 비문) 기록이 남아 있다. 현대 언어로는 페르시아어, 오세트어, 파슈토어, 쿠르드어 등이 속한다.
  - 누리스탄어군: 19세기에 처음 학계에 보고되었으며 아프가니스탄의 누리스탄주와 인근 지역에 분포한다. 카티어, 아슈쿤어 등이 속한다.
- 켈트어파: 켈트조어에서 나왔다. 레폰트어 새김글은 기원전 6세기까지 거슬러 올라간다.  켈티베리아어 기록은 기원전 2세기, 원시 아일랜드어의 오검 문자 기록은 기원후 4세기 또는 5세기, 고대 웨일스어 기록은 기원후 7세기부터 전해진다. 현대 켈트어파 언어로는 웨일스어, 콘월어, 브르타뉴어, 스코틀랜드 게일어, 아일랜드어, 맨어 등이 있다.
- 토하라어: 기원후 6세기 ~ 9세기경부터 기록되었다. 토하라어 A(또는 투르판 방언)와 토하라어 B(또는 쿠처 방언)라 불리는 두 개의 방언이 있다. 고대 위구르어를 사용했던 위구르 카간국의 영향으로 설 자리를 잃었고 아마도 10세기경에 사멸했을 것이다. 시베리아 남부의 아파나세보 문화와 관련이 있다는 주장이 제기되었다.[24]

그 밖에도 오늘날 사라졌으며 거의 잘 알려지지 않은 언어 가운데 인도유럽어족에 속하거나 속한다고 주장된 것들이 여럿 있다.
- 킴메르어: 이란어군, 켈트어파, 또는 트라키아어파일 가능성 있음
- 다키아어: 트라키아어와 매우 가까운 관계일 가능성 있음
- 일리리아어: 알바니아어, 메사피아어, 또는 둘 다와 같은 계통일 가능성 있음
- 리부르니어: 계통 불분명.
- 리구르어: 켈트어파에 속하거나 가까운 관계일 가능성 있음[25]
- 루시타니아어: 켈트어파, 리구리아어파, 이탈리아어파의 일부거나 가까운 관계일 가능성 있음
- 고대 마케도니아어: 그리스어파와 가까운 관계일 가능성 있음
- 메사피아어: 확실히 해독되지 않음
- 파이오니아어: 한때 마케도니아 왕국 북쪽에서 쓰였던 사어
- 프리기아어: 고대 프리기아인의 언어
- 시켈어: 시칠리아의 3개 토착 부족 중 하나인 시켈족의 고대 언어. 오래된 단계의 라틴어 및 일리리아조어와의 관계가 제안된 바 있음.[26]
- 소로탑트어: 켈트어파 이전 이베리아에서 사용되었다고 주장되는 언어
- 트라키아어: 다키아어와 같은 계통일 가능성 있음
- 베네티어: 라틴어 및 이탈리아어파와 여러 특징을 공유하지만, 특히 게르만어파와 켈트어파 등 다른 인도유럽어족 언어들과도 공통점을 보임[27][28]

### 분류 방법

처음 기록된 시기에 따라 배치한 인도유럽어족 계통수

어떤 언어가 인도유럽어족에 속한다는 것은 계통적인 의미이다. 즉, 인도유럽어족에 속하는 모든 언어는 인도유럽조어라는 공통 조상의 후손이라는 것이다. 어떤 언어가 인도유럽어족의 한 갈래나 하위 계통군에 속한다는 것도 역시 계통적인 의미인데, 각각의 갈래나 계통군을 정의하는 것은 그에 속한 언어들 사이의 ‘공통적 혁신’이다. 이러한 공통적 혁신은 다른 인도유럽어 집단으로부터 갈라져 나온 공통 조상의 존재를 시사한다. 예를 들어 게르만어파가 인도유럽어족의 한 갈래인 까닭은 게르만어파 전체에 적용되는 규칙들을 통해 게르만어파 언어 하나하나의 구조와 발음을 상당 부분 설명할 수 있기 때문이다. 이처럼 게르만어파 언어들이 공유하는 특성은 모든 게르만어의 조상인 게르만조어에서 일어난 혁신으로 여겨진다.

### 나무 모형과 물결 모형
“나무 모형”은 한 어족의 계통적 역사를 나타내는 한 가지 방식이다. 나무 모형은 후손 언어들이 서로 갈라진 이후 그 언어를 사용하는 공동체들끼리 더 이상 접촉하지 않는 경우에 사용하기 알맞다. 이런 경우 공통 혁신으로 정의된 하위 집단 안에서 다시 추가적인 공통 혁신으로 정의된 하위 집단을 찾을 수 있고, 이러한 과정을 반복할 수 있다. 후손 언어들이 서로 갈라진 이후에도 접촉을 유지하는 경우에는 나무 모형을 사용하기 알맞지 못하다. 이런 경우에는 하위 집단들끼리 서로 겹치는 일이 생길 수 있기 때문에, “물결 모형”을 사용하는 편이 더 정확하다. 인도유럽어족의 하위 집단을 설정함에 있어 지금까지 대부분의 접근법은 나무 모형이 대체로 인도유럽어족에 적합하다고 가정해 왔다. 그러나 물결 모형을 사용한 접근도 오랜 전통이 있다.
계통적 변화에 더해, 인도유럽어족 언어에서 오래 전에 일어난 많은 변화는 언어 접촉에 의한 것이라고 설명할 수 있다. 예를 들어 라틴어, 오스크어, 움브리아어 등 이탈리아어파 언어들이 공유하는 두드러진 특징 중 여럿은 지역적 특징일 가능성도 있다고 주장되어 왔다. 보다 확실한 예로는 서게르만어군 언어들의 장모음 체계에서 보이는 매우 유사한 교체 현상이 있는데, 이는 조어 단계의 혁신이라고 보기에는 발생 시기가 너무나도 늦다. (그러나 지역적 특징으로 취급하기도 쉽지 않은데, 영어와 대륙부 서게르만어군은 하나의 언어 지역을 이루지 않기 때문이다.) 이와 비슷하게, 게르만어와 발트슬라브어파가 공유하는 여러 특징들은 공통 조어에서 물려받은 특징이라기보다는 지역적 특징이라고 보는 쪽이 훨씬 개연성이 크다. 예컨대 인도유럽조어 성절 자음 *ṛ, *ḷ, *ṃ, *ṇ 앞에 고모음이 생겨난 일이 있는데(게르만어파는 *u, 발트슬라브어파는 *i/u), 이는 인도유럽어족 가운데 오직 이 두 어파에만 나타나며 물결 모형으로 설명하기 알맞다. 발칸 언어 지역에 속한 언어들은 매우 다른 어파에서 왔음에도 불구하고 강력한 지역적 수렴을 겪었다.
도널드 린지와 탠디 워노의 언어 진화 모형에 따르면 초기 인도유럽어족은 서로 다른 갈래끼리 접촉이 제한적이었고, 게르만어파만이 초기에 이웃들로부터 몇몇 특징을 받아들임으로써 나무 모형과 덜 닮은 행태를 보인다고 한다. 특히 서게르만어군의 내적 다양화 과정은 나무 모형과는 몹시 다른 꼴이었다고 한다.

### 제안된 분류
인도유럽어학 전문가들은 이탈리아켈트어파, 그리스아르메니아어파, 그리스아리아어파, 그리스·아르메니아·아리아어파, 발트·슬라브·게르만어파 따위의 최상위 갈래가 존재한다는 가설을 내놓은 바 있다. 그러나 전통적인 열 갈래와 달리 이러한 가설은 모두 크든 작든 논란의 대상이다.
이탈리아켈트어파는 한때 논란의 여지가 없는 정설이었고, 앙투안 메예는 발트슬라브어파보다도 탄탄히 확립된 것으로 여겼다. 주된 근거는 속격 접미사 -ī, 최상급 접미사 -m̥mo, 같은 단어 내의 /kʷ/ 앞에서 /p/가 /kʷ/로 변한 것(예: penkʷe > *kʷenkʷe > 라틴어 quīnque, 고대 아일랜드어 cóic), 가정법 형태소 -ā- 등이었다. 캘버트 왓킨스는 이러한 증거에 대한 반박을 내놓았고 마이클 와이스는 이탈리아켈트어파 가설을 옹호한다.
그리스어파와 아르메니아어의 관계에 대한 증거로는 둘째 후두음을 어두에서 규칙적으로 a로 바꾼 것이나, ‘여자’와 ‘양’을 뜻하는 어휘 등이 있다. 그리스어파와 인도이란어파는 주로 동사 형태론과 명사 파생 패턴에서 혁신을 공유한다. 프리기아어와 그리스어, 트라키아어와 아르메니아어 사이에도 관계가 있다고 제안된 바 있다.
인도히타이트 가설에 따르면 인도유럽어족은 두 개의 큰 갈래로 나뉘는데, 한쪽 갈래는 아나톨리아어파이고 다른 한쪽 갈래에는 나머지 모든 인도유럽어족 언어가 속한다는 것이다. 다른 모든 갈래와 구별되는 아나톨리아어파의 특징은 (예컨대 성이나 동사 체계) 오래된 어형의 반영이라 해석되기도 하고, 오랜 고립으로 나타난 혁신이라 해석되기도 한다. 인도히타이트 가설을 뒷받침하는 논점으로는 아나톨리아의 인도유럽어 농경 어휘와 후두음의 보전 따위가 있다. 그러나 일반적으로 이 가설은 아나톨리아어파에서 나온 증거에 지나치게 큰 비중을 부여하는 것으로 받아들여진다. 다른 견해에 따르면 아나톨리아어파는 비교적 늦은 시기에 인도유럽조어로부터 떨어져 나왔는데, 이는 인도이란어파와 대략 비슷하고 그리스어파나 아르메니아어보다는 늦은 시점이다. 이른바 인도유럽어학의 프랑스 학파에서 통용되는 세 번째 견해에 따르면, 아나톨리아어파를 포함한 비(非)-사템어가 공유하는 특징은 인도유럽어 사용 지역의 변두리라는 위치와 이른 분기의 결과이지, 특별한 계통 관계를 드러내는 것이 아니다. 한스 J. 홀름은 어휘통계적 계산을 바탕으로 학계의 일반적인 의견에 부합하며 인도히타이트 가설을 반박하는 모형을 내놓았다.

### 켄툼어와 사템어

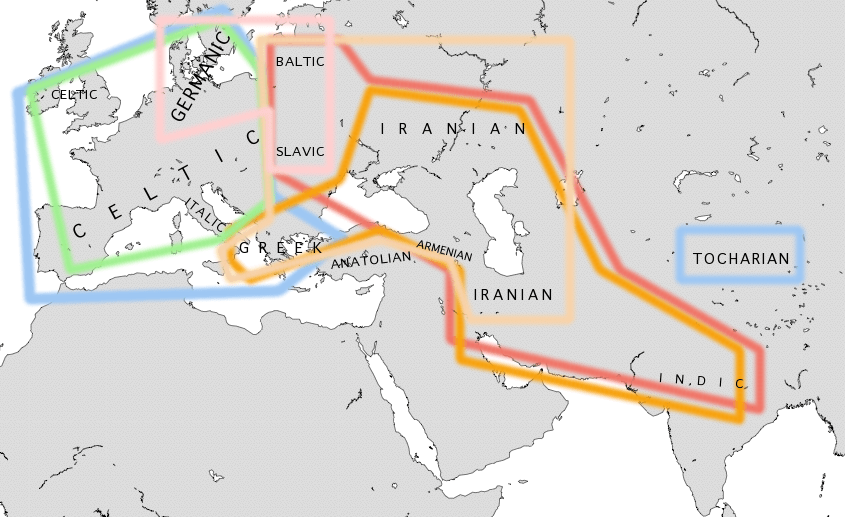
기원전 500년경 인도유럽어족의 주요 등어선
파랑: 켄툼어
빨강: 사템어
주황: 접두모음이 있는 언어
녹색: 인구조어 *-tt- > -ss-의 변화를 겪은 언어
갈색: 인구조어 *-tt- > -st-의 변화를 겪은 언어
분홍: 도구격·여격·탈격 복수 접미사에 *-bh-가 아닌 *-m-이 있는 언어

1890년 페터 폰 브라트케는 인도유럽어족의 어파들을 크게 켄툼어(centum語)와 사템어(satem語)로 나눌 것을 제안했다. (1886년에 카를 브루크만도 비슷한 주장을 하기는 했다.) 사템어에는 발트슬라브어파와 인도이란어파, 그리고 (대부분의 측면에서) 알바니아어와 아르메니아어가 속하는데, 사템어에서는 인도유럽조어의 경구개음 계열이 마찰음으로 변했으며 양순연구개음 계열은 연구개음 계열과 합쳐졌다. 반면 켄툼어에서는 경구개음 계열과 연구개음 계열이 합쳐지고 양순연구개음 계열은 별개로 남았다. 이러한 음운 변화는 숫자 ‘100’을 뜻하는 아베스타어 단어 ‘satem’과 라틴어 단어 ‘centum’에 잘 드러나는데, 인도유럽조어에서 경구개 파열음이었던 어두 자음이 전자에서는 마찰음 [s]로 변하고 후자에서는 연구개음 [k]로 변한 것이다.
보통 켄툼어와 사템어의 구분은 계통적 구분이 아니라, 일정한 지역의 인도유럽조어 방언들 사이로 퍼져나간 혁신적 발달의 결과로 생각된다. 켄툼어와 사템어를 가르는 등어선은 초기 인도유럽 어파들을 구분짓는 다른 등어선들과 교차하기 때문이다. 어쩌면 켄툼어에 속하는 어파들이 인도유럽조어의 원래 상황을 반영하는 것이고 사템어에 속하는 어파들만이 공통적으로 혁신을 겪었을 가능성도 있다. 코르틀란트의 제안에 따르면 발트인과 슬라브인의 조상은 훗날 인도유럽어족의 서쪽 권역에 이끌려 들어가기 이전에 사템어로의 변화를 겪었을 것이라고 한다.

## 발달

### 인도유럽조어
인도유럽조어(PIE)는 비교 재구를 통해 추측해낸 인도유럽어족의 조상 언어이다. 인도유럽조어를 말했던 가상의 집단을 원시 인도유럽인이라고 부른다. 인도유럽조어는 굴절어로서, 단어들 사이의 문법적 관계를 나타내기 위해 굴절형태소(주로 접미사)를 사용하는 언어였다. 인도유럽조어에서는 어휘적 의미를 지닌 기본적인 형태소인 어근 뒤에 파생접미사가 붙어 어간을 이루었고, 어간 뒤에 굴절접미사가 붙어 굴절된 단어(명사 및 동사)를 만들었다. 재구된 인도유럽조어 동사 굴절 체계는 복잡하며 명사 굴절 체계와 마찬가지로 모음교체 현상을 보인다.
인도유럽조어의 분화와 사용 지역의 확산이 시작된 것은 6,000년 전 또는 8,000년 전이라고도 한다. 그 기원지에 대한 가설로는 5,000-6,000년 전의 흑해·카스피해 북쪽(현재의 우크라이나)이라고 하는 쿠르간 가설과 8000-9500년 전의 아나톨리아(현재의 터키)로 하는 아나톨리아 가설이 있다.

### 분화
인도유럽조어가 여러 어파로 갈라진 과정에 대한 역사적 증거는 없다. 하지만 후손 언어들이 분화된 시점에 대해서는 대체로 이견이 없으며, 이 문제는 인도유럽어족의 원향이 어딘지와도 크게 관련없다.

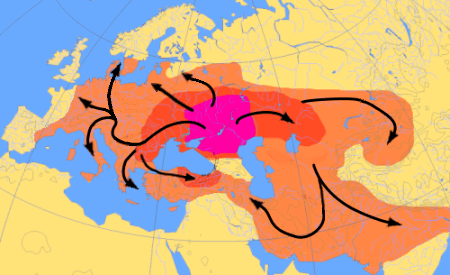
쿠르간 가설에 따른 인도유럽어족의 확산 모형
- 기원전 3500년경
- 기원전 2500년경
- 기원전 1500년경
- 기원후 500년경

도널드 린지와 탠디 워노는 진화생물학에서 빌려온 수학적 방법론을 통해 인도유럽어족 각 어파의 분기 시점을 다음과 같이 제시하였다.
- 선(先)아나톨리아조어 (기원전 3500년 이전)
- 선토하라조어
- 선이탈리아조어와 선켈트조어 (기원전 2500년 이전)
- 선아르메니아조어와 선그리스조어 (기원전 2500년 이후)
- 인도이란조어 (기원전 2000년)
- 선게르만조어와 선발트슬라브조어;[51] 게르만조어: 기원전 500년경[52]

데이비드 앤서니는 다음과 같은 연대를 제시한다.
- 선아나톨리아조어 (기원전 4200년)
- 선토하라조어 (기원전 3700년)
- 선게르만조어 (기원전 3300년)
- 선이탈리아조어와 선켈트조어 (기원전 3000년)
- 선아르메니아조어 (기원전 2800년)
- 선발트슬라브조어 (기원전 2800년)
- 선그리스조어 (기원전 2500년)
- 인도이란조어 (기원전 2200년); 기원전 1800년에 이란어군과 고대 인도아리아어로 분화

기원전 1500년부터는 다음과 같은 연대기를 제시할 수 있다.
- 기원전 1500 ~ 1000년: 북유럽 청동기 시대에 선게르만조어가 형성됨. 중부 유럽에서 (선)켈트조어 화자들의 언필드 문화와 할슈타트 문화가 출현하여 철기 시대가 열림. 이탈리아조어 화자들이 이탈리아 반도로 유입됨(바뇰로 석비). 펀자브 지역에서 《리그베다》가 편찬되고 베다 시대가 열림. 미케네 문명이 무너지고 그리스 암흑기가 시작됨. 히타이트어가 사멸함.
- 기원전 1000 ~ 500년: 켈트어파가 중서부 유럽으로 퍼짐. 발트어파가 오늘날의 폴란드에서 우랄 산맥에 이르는 넓은 영역에서 사용됨.[54] 게르만조어 출현. 호메로스와 고전 고대의 시작. 베다 시대가 십육대국에 자리를 내줌. 석가모니가 불교를 설파함. 자라투스트라가 《가타》를 지음. 아케메네스 제국이 부흥하여 엘람과 바빌로니아를 몰아냄. 이탈리아조어가 오스크움브리아어군과 라틴팔리스크어군으로 분화. 그리스 문자와 고대 이탈리아 문자의 탄생. 남유럽에서 다양한 고대 발칸 제어가 사용됨.
- 기원전 500년 ~ 서기 원년: 고전 고대: 지중해 세계에 그리스어와 라틴어가 확산되고, 헬레니즘 시기(인도-그리스 왕국)에는 중앙아시아와 힌두쿠시산맥까지 퍼짐. 쿠샨 제국과 마우리아 왕조. 게르만조어 출현.
- 서기 원년 ~ 기원후 500년: 고대 후기, 굽타 제국; 아르메니아어 문증. 슬라브조어 출현. 로마 제국과 뒤이어 게르만족의 대이동 때문에 켈트어파는 브리튼 제도에만 남게 됨. 소그드 상인들의 활약으로 동부이란어군 언어인 소그드어가 중앙아시아에서 중국으로 이어지는 비단길의 공용어가 됨. 아나톨리아어파의 마지막 언어까지 사멸.
- 500 ~ 1000년: 중세 전기. 바이킹 시대 스칸디나비아, 브리튼 제도, 아이슬란드에 걸쳐 고대 노르드어가 형성됨. 이슬람교와 튀르크인의 확장으로 인해 인도유럽어 사용 지역의 상당 부분이 아랍화·튀르크화됨. 튀르크인의 확장으로 토하라어가 사멸하고 북동이란어군이 축소됨. 슬라브어파가 중부·동부·동남부 유럽으로 널리 확산하며 발칸 반도에서 루마니아어를 제외한 로망스어군 및 알바니아어를 제외한 고대 발칸 제어를 모두 몰아냄.
- 1000 ~ 1500년: 중세 후기: 알바니아어와 발트어파 문증.
- 1500 ~ 2000년: 근세 ~ 현대: 식민주의를 통해 인도유럽어가 지구의 모든 대륙으로 퍼짐. 특히 로망스어군(북미, 중미, 남미, 북아프리카, 사하라 이남 아프리카, 서아시아)과 서게르만어군(영어가 북미, 사하라 이남 아프리카, 동아시아, 호주로 확산. 독일어와 네덜란드어도 적게나마 확산), 러시아어(중앙아시아, 북아시아)의 확장이 두드러짐.

### 재구에 중요한 언어들
인도유럽어족의 역사와 인도유럽조어의 모습을 재구성함에 있어 특별히 중요한 위치에 있는 언어들이 있다. 이들은 주로 기록이 풍부하고 이른 시기부터 문증된 고대 인도유럽어들이다. 그러나 늦은 시기부터 문증되었다고 해도 언어학적으로 상당히 보수적인 언어라면 재구에 중요할 수 있다(리투아니아어가 대표적). 오래된 운문 텍스트는 엄격한 운율을 따르기 때문에 특히 중요한데, 이를 통해 모음의 길이처럼 문자로 표기되지 않았거나 전승 과정에서 손상된 여러 특징을 재구할 수 있기 때문이다.
가장 중요한 언어는 다음과 같다.
- 베다 산스크리트어(기원전 1500 ~ 500년경). 베다어 문헌은 모두 구어로 창작되어 (샤카 학파에 의해) 구전되어 내려오다가 약 2000년 뒤에야 문자로 기록되었다는 점이 독특하다. 가장 오래된 텍스트들은 모두 시의 형태로 되어 있으며, 그 중에서도 가장 오래되고 가장 중요한 텍스트는 《리그베다》(기원전 1500년경)이다.
- 고대 그리스어(기원전 750 ~ 400년경). 가장 오래 전에 기록된 형태는 미케네 그리스어(기원전 1450년경)이지만, 자료가 적고 주제가 한정돼 있으며 문자의 중의성이 크기 때문에 가치가 떨어진다. 보다 중요한 것은 고대 그리스어로서, 호메로스의 두 서사시(《일리아스》와 《오디세이아》, 기원전 750년경)로 시작되는 풍부한 기록을 갖추었다.
- 히타이트어(기원전 1700 ~ 1200년경). 인도유럽어 중 가장 일찍 기록된 언어이며, 아나톨리아어파가 다른 어파들로부터 일찌감치 떨어져 나왔기 때문에 매우 이질적이다. 다른 언어에는 전혀 남지 않았거나 단편적으로만 남아 있는 매우 오래된 특징들을 유지하고 있다. 그러나 한편으로는 일찍이 수많은 음운·문법 변화를 겪은데다 문자의 중의성이 크기 때문에 유용성이 조금 떨어진다.

그 밖에 으뜸가는 출처로는 다음이 있다.
- 라틴어. 고전 시대(기원전 200년 ~ 기원후 100년경)에 막대한 양의 운문과 산문 자료를 남겼으며, 빠르게는 기원전 600년경부터 상고 시대 기록이 제한적으로나마 나타난다.
- 고트어(잘 문증되는 게르만어파 언어 중 가장 오래됨, 기원후 350년경) 및 기타 고대 게르만어들의 총합. 그 중 가장 중요한 것은 고대 영어(800 ~ 1000년경), 고대 고지 독일어(750 ~ 1000년경), 고대 노르드어(1100 ~ 1300년경, 빠르게는 200년경까지 올라가는 기록이 제한적으로 존재)이다.
- 고아베스타어(기원전 1700 ~ 1200년경) 및 신아베스타어(기원전 900년경). 기록의 양은 적지만 언어학적으로 매우 보수적이기 때문에 상당히 중요하다.
- 현대 리투아니아어 및 적은 양의 고대 리투아니아어 기록(기원후 1500 ~ 1700년경).
- 고대 교회 슬라브어(기원후 900 ~ 1000년경).

버금가는 출처로서 기록이 미약한 탓에 가치가 덜한 언어로는 다음이 있다.
- 루위어, 리키아어, 리디아어 및 기타 아나톨리아어파 언어(기원전 1400 ~ 400년경).
- 오스크어, 움브리아어 및 기타 고이탈리아 언어(기원전 600 ~ 200년경).
- 고대 페르시아어(기원전 500년경).
- 고대 프로이센어(기원후 1350 ~ 1600년경). 리투아니아어보다도 보수적이다.

버금가는 출처로서 광범위한 음운변화를 겪고 비교적 기록이 적어 가치가 덜한 언어로는 다음이 있다.
- 고대 아일랜드어(기원후 700 ~ 850년경).
- 토하라어(기원후 500 ~ 800년경). 조어 단계에서 수많은 음운 변화와 합류를 겪었으며 명사 굴절 체계가 거의 처음부터 새로 만들어졌다.
- 고전 아르메니아어(기원후 400 ~ 1000년경).
- 알바니아어(기원후 1450년경 ~ 현재).

### 음운 변화
인도유럽조어(PIE)가 서로 다른 자손 언어들로 갈라지면서, 그 소리 체계도 다양한 음운 규칙에 따라 변화하였다.
보통 인도유럽조어는 15개의 파열음 음소를 지닌 복잡한 소리 체계를 지녔던 것으로 재구된다. 이 체계는 무성음·유성음·유기유성음(또는 숨섞인소리)의 독특한 3중 발성 대립이 존재하며, 연구개음을 “경구개음”(ḱ ǵ ǵh)·“기본 연구개음”(k g gh)·“양순연구개음”(kʷ gʷ gʷh)의 3계열로 구분한다. (‘경구개음’과 ‘기본 연구개음’이라는 용어가 적절한지에 대해서는 논란이 있다. 인도유럽조어 참조.) 자손 언어들은 모두 이러한 대립의 수를 줄이는 방향으로 변화했다.
예를 들어 게르만어파에 속하는 영어가 겪은 주요한 변화로는 다음이 있다.
1. 다른 켄툼어와 마찬가지로, “기본 연구개음”과 “경구개음” 계열이 합류하여 파열음이 15개에서 12개로 줄었다.
2. 다른 게르만어와 마찬가지로, 그림의 법칙에 따라 모든 파열음 음소의 발음이 다음과 같이 변했다.
bʰ → b → p → f
dʰ → d → t → θ
gʰ → g → k → x (나중에 어두에서 x →h)
gʷʰ → gʷ → kʷ → xʷ (나중에 어두에서 xʷ →hʷ)
원래의 자음들은 각각 오른쪽으로 한 칸씩 움직였다. 예를 들어 원래의 dʰ는 d로 변했고, 원래의 d는 t로, 원래의 t는 θ(영어에서 ‹th›로 표기하는 소리)로 변했다. 이 변화를 통해 오늘날 영어의 ‹f›, ‹th›, ‹h›, ‹wh›로 표기되는 소리들이 처음 생겨났다. 이 소리들이 대체로 변함없이 남아 있는 라틴어와 비교해 보면 다음과 같다.
PIE /p/: piscis ― fish; pēs, pēdis ― foot; pluvium ― flow; pater ― father
PIE /t/: trēs ― three; māter ― mother
PIE /d/: decem ― ten; pēdis ― foot; quid ― what
PIE /k/: centum ― hund(red); capere ― have
PIE /kʷ/: quid ― what; quandō ― when
3. 또한 어중이나 어말의 자음에도 다양한 변화가 생겼다.
  - 그림의 법칙으로 생겨난 유성 파열음은 유성 마찰음으로 약화되었다. (혹은 어중과 어말에서는 그림의 법칙이 곧바로 유성 마찰음을 만들었을지도 모른다.)
  - 그림의 법칙으로 생겨난 무성 마찰음 중 일부는 베르너의 법칙에 따라 유성 마찰음이나 파열음으로 변했다. 라틴어 centum의 t가 영어 hund(red)에서 th가 아니라 d로 나타나는 이유가 바로 이것이다.
  - 남아 있던 h 소리는 대부분 사라졌고, 남아 있는 f와 th 소리는 유성음화되었다. 예를 들어 라틴어 decem에 대응하는 영어 ten은 가운데에 h가 없다. (그러나 대응되는 고트어 taíhun은 가운데에 h가 있음에 주목하라.) 마찬가지로 영어 seven, have에는 유성음 v가 들어가 있고(라틴어 septem, capere에 대응), father와 mother에는 유성음 th가 들어가 있다(라틴어 pater, māter에 대응).

(어쩌면 아나톨리아어파, 특히 루위어를 제외하고) 인도유럽조어의 후손 언어 중에 기본 연구개음 계열을 다른 두 계열과 별개로 유지한 언어는 없으며, 인도유럽조어에 기본 연구개음 계열이 있었는지조차 어느 정도 논란의 여지가 있다. 후손 언어들은 인도유럽조어의 기본 연구개음 계열을 어떻게 반영하느냐에 따라 켄툼어와 사템어로 구분된다.
- 사템어(인도이란어파, 발트슬라브어파, 알바니아어, 아르메니아어)는 “기본 연구개음”과 양순연구개음을 기본 연구개음으로 합쳤고, 이 소리들은 이차적으로 전설모음(e i ē ī) 앞에서 구개음화되기도 한다. “경구개음” 계열은 구개음화되어 주로 치찰음으로 반영된다(이차적으로 구개음화된 음들과 구별되는 경우가 많지만 항상 그렇진 않다).
- 켄툼어(게르만어파, 이탈리아어파, 켈트어파, 그리스어파, 아나톨리아어파, 토하라어)는 “경구개음”과 “기본 연구개음”을 기본 연구개음으로 합쳤다. 양순연구개음은 그대로 두었으며, 나중에 평범한 순음이나 연구개음으로 바꾸기도 했다.

인도유럽조어의 무성·유성·유성유기 파열음 간 3중 대립은 언어유형론적으로 매우 특이하다고 여겨진다. 특히 무성 유기 파열음 계열이 존재하지 않는 상황에서 유성 유기 파열음이 존재한다는 점이 그렇다. 이처럼 PIE의 불안정한 3중 대립을 그대로 유지한 어파는 없으며 저마다 다양한 “해결책”을 내놓았다.
- 인도아리아어군은 세 계열을 그대로 유지했지만 무성 유기음이라는 네 번째 계열을 만들어냈다.
- 이란어군도 같은 단계를 거친 듯하며, 그 후에 유기 파열음을 마찰음으로 바꾸었다.
- 그리스어파는 유성 유기음을 무성 유기음으로 바꾸었다.
- 이탈리아어파도 같은 단계를 거친 듯하나, 유성 유기음을 무성 마찰음으로 반영한다. 특히 f의 경우가 그렇다(라틴어에서는 유성 파열음으로 반영하기도 한다).
- 켈트어파, 발트슬라브어파, 아나톨리아어파, 알바니아어는 유성 유기음을 유성음 계열로 합쳤다.
- 게르만어파와 아르메니아어는 세 계열 모두를 연쇄 변화로 바꾸었다. (예컨대 게르만어파는 그림의 법칙에 따라 bh b p를 b p f로 바꾸었다.)

그 밖에 자음과 관련된 중요한 변화들은 다음과 같다.
- 사템어에 나타난 루키 법칙: r, u, k, i 앞에서 s는 /ʃ/가 되었다.
- 켈트조어에서 모음 앞 p의 탈락.
- 그리스조어에서 모음 앞 s는 h가 되었고, 이후에 모음 사이에서 h가 탈락했다.
- 게르만조어에서 나타난 베르너의 법칙.
- 그리스조어와 인도이란조어에서 독립적으로 나타난 그라스만의 법칙(유기음 이화 법칙).

아래는 재구에 중요하게 쓰이는 후손 언어들에 인도유럽조어 자음이 어떻게 반영되어 있는지 대강 나타낸 표이다.
| PIE  | Skr.                      | OCS                  | Lith.      | 그리스어                                | 라틴어                    | OIr.            | 고트어               | 영어          | 예시               | 예시              | 예시     | 예시          | 예시        | 예시         |
| PIE  | Skr.                      | OCS                  | Lith.      | 그리스어                                | 라틴어                    | OIr.            | 고트어               | 영어          | PIE                | 영어              | Skr.     | 고대 그리스어 | 라틴어      | Lith. 등     |
| ---- | ------------------------- | -------------------- | ---------- | --------------------------------------- | ------------------------- | --------------- | -------------------- | ------------- | ------------------ | ----------------- | -------- | ------------- | ----------- | ------------ |
| *p   | p; phH                    | p                    | p          | p                                       | p                         | Ø; chT [x]      | f; `-b- [β]          | f; -v/f-      | *pṓds ~ *ped-      | foot              | pád-     | poús (podós)  | pēs (pedis) | pãdas        |
| *t   | t; thH                    | t                    | t          | t                                       | t                         | t; -th- [θ]     | þ [θ]; `-d- [ð]; tT- | th; `-d-; tT- | *tréyes            | three             | tráyas   | treĩs         | trēs        | trỹs         |
| *ḱ   | ś [ɕ]                     | s                    | š [ʃ]      | k                                       | c [k]                     | c [k]; -ch- [x] | h; `-g- [ɣ]          | h; -Ø-; `-y-  | *ḱm̥tóm             | hund(red)         | śatám    | he-katón      | centum      | šimtas       |
| *k   | k; cE [tʃ]; khH           | k; čE [tʃ]; cE' [ts] | k          | k                                       | c [k]                     | c [k]; -ch- [x] | h; `-g- [ɣ]          | h; -Ø-; `-y-  | *kreuh₂ "raw meat" | OE hrēaw raw      | kravíṣ-  | kréas         | cruor       | kraûjas      |
| *kʷ  | k; cE [tʃ]; khH           | k; čE [tʃ]; cE' [ts] | k          | p; tE; k(u)                             | qu [kʷ]; c(O) [k]         | c [k]; -ch- [x] | ƕ [ʍ]; `-gw/w-       | wh; `-w-      | *kʷid, kʷod        | what              | kím      | tí            | quid, quod  | kas, kad     |
| *kʷ  | k; cE [tʃ]; khH           | k; čE [tʃ]; cE' [ts] | k          | p; tE; k(u)                             | qu [kʷ]; c(O) [k]         | c [k]; -ch- [x] | ƕ [ʍ]; `-gw/w-       | wh; `-w-      | *kʷekʷlom          | wheel             | cakrá-   | kúklos        |             | kãklas       |
| *b   | b; bhH                    | b                    | b          | b                                       | b                         | b [b]; -[β]-    | p                    | p             |                    |                   |          |               |             |              |
| *d   | d; dhH                    | d                    | d          | d                                       | d                         | d [d]; -[ð]-    | t                    | t             | *déḱm̥(t)           | ten, Goth. taíhun | dáśa     | déka          | decem       | dẽšimt       |
| *ǵ   | j [dʒ]; hH [ɦ]            | z                    | ž [ʒ]      | g                                       | g                         | g [ɡ]; -[ɣ]-    | k                    | c / k; chE'   | *ǵénu, *ǵnéu-      | OE cnēo knee      | jā́nu     | gónu          | genu        |              |
| *g   | g; jE [dʒ]; ghH; hH,E [ɦ] | g; žE [ʒ]; dzE'      | g          | g                                       | g                         | g [ɡ]; -[ɣ]-    | k                    | c / k; chE'   | *yugóm             | yoke              | yugám    | zugón         | iugum       | jùngas       |
| *gʷ  | g; jE [dʒ]; ghH; hH,E [ɦ] | g; žE [ʒ]; dzE'      | g          | b; de; g(u)                             | u [w > v]; gun− [ɡʷ]      | b [b]; -[β]-    | q [kʷ]               | qu            | *gʷīw-             | quick "alive"     | jīvá-    | bíos, bíotos  | vīvus       | gývas        |
| *bʰ  | bh; b..Ch                 | b                    | b          | ph; p..Ch                               | f-; b                     | b [b]; -[β]-    | b [b]; -[β]-; -f     | b; -v/f-(rl)  | *bʰerō             | bear "carry"      | bhar-    | phérō         | ferō        | OCS berǫ     |
| *dʰ  | dh; d..Ch                 | d                    | d          | th; t..Ch                               | f-; d; b(r),l,u-          | d [d]; -[ð]-    | d [d]; -[ð]-; -þ     | d             | *dʰwer-, dʰur-     | door              | dhvā́raḥ  | thurā́         | forēs       | dùrys        |
| *ǵʰ  | h [ɦ]; j..Ch              | z                    | ž [ʒ]      | kh; k..Ch                               | h; h/gR                   | g [ɡ]; -[ɣ]-    | g; -g- [ɣ]; -g [x]   | g; -y/w-(rl)  | *ǵʰans-            | goose, OHG gans   | haṁsáḥ   | khḗn          | (h)ānser    | žąsìs        |
| *gʰ  | gh; hE [ɦ]; g..Ch; jE..Ch | g; žE [ʒ]; dzE'      | g          | kh; k..Ch                               | h; h/gR                   | g [ɡ]; -[ɣ]-    | g; -g- [ɣ]; -g [x]   | g; -y/w-(rl)  |                    |                   |          |               |             |              |
| *gʷʰ | gh; hE [ɦ]; g..Ch; jE..Ch | g; žE [ʒ]; dzE'      | g          | ph; thE; kh(u); p..Ch; tE..Ch; k(u)..Ch | f-; g / -u- [w]; ngu [ɡʷ] | g [ɡ]; -[ɣ]-    | g; b-; -w-; ngw      | g; b-; -w-    | *sneigʷʰ-          | snow              | sneha-   | nípha         | nivis       | sniẽgas      |
| *gʷʰ | gh; hE [ɦ]; g..Ch; jE..Ch | g; žE [ʒ]; dzE'      | g          | ph; thE; kh(u); p..Ch; tE..Ch; k(u)..Ch | f-; g / -u- [w]; ngu [ɡʷ] | g [ɡ]; -[ɣ]-    | g; b-; -w-; ngw      | g; b-; -w-    | *gʷʰerm-           | ??warm            | gharmáḥ  | thermós       | formus      | Latv. gar̂me  |
| *s   | s                         | s                    | s          | h-; -s; s(T); -Ø-; [¯](R)               | s; -r-                    | s [s]; -[h]-    | s; `-z-              | s; `-r-       | *septḿ̥             | seven             | saptá    | heptá         | septem      | septynì      |
| *s   | ṣruki- [ʂ]                | xruki- [x]           | šruki- [ʃ] | h-; -s; s(T); -Ø-; [¯](R)               | s; -r-                    | s [s]; -[h]-    | s; `-z-              | s; `-r-       | *h₂eusōs "dawn"    | east              | uṣā́ḥ     | āṓs           | aurōra      | aušra        |
| *m   | m                         | m                    | m          | m                                       | m                         | m [m]; -[w̃]-    | m                    | m             | *mūs               | mouse             | mū́ṣ-     | mũs           | mūs         | OCS myšĭ     |
| *-m  | -m                        | -˛ [˜]               | -n         | -n                                      | -m                        | -n              | -Ø                   | -Ø            | *ḱm̥tóm             | hund(red)         | śatám    | (he)katón     | centum      | OPrus simtan |
| *n   | n                         | n; -˛ [˜]            | n          | n                                       | n                         | n               | n                    | n             | *nokʷt-            | night             | nákt-    | núkt-         | noct-       | naktis       |
| *l   | r (방언 l)                | l                    | l          | l                                       | l                         | l               | l                    | l             | *leuk-             | light             | rócate   | leukós        | lūx         | laũkas       |
| *r   | r                         | r                    | r          | r                                       | r                         | r               | r                    | r             | *h₁reudʰ-          | red               | rudhirá- | eruthrós      | ruber       | raũdas       |
| *i̯   | y [j]                     | j [j]                | j [j]      | z [dz > zd, z] / h; -Ø-                 | i [j]; -Ø-                | Ø               | j                    | y             | *yugóm             | yoke              | yugám    | zugón         | iugum       | jùngas       |
| *u̯   | v [ʋ]                     | v                    | v [ʋ]      | w > h / Ø                               | u [w > v]                 | f; -Ø-          | w                    | w             | *h₂weh₁n̥to-        | wind              | vā́taḥ    | áenta         | ventus      | vėtra        |
| PIE  | Skr.                      | OCS                  | Lith.      | 고대 그리스어                           | 라틴어                    | OIr.            | 고트어               | 영어          |                    |                   |          |               |             |              |

참고:
- C- 어두
- -C- 모음과 모음 사이
- -C 어말
- `-C- 비강세 모음 뒤 (베르너의 법칙)
- -C-(rl) 모음과 모음 사이, 또는 모음과 r, l 사이 (어느 순서로든)
- CT (PIE) 파열음(p, t, k) 앞
- CT− (PIE) 장애음(p, t, k, 등등; s) 앞
- C(T) 장애음(p, t, k, etc.; s) 앞 또는 뒤
- CH 후두음 앞
- CE (PIE) 전설모음(i, e) 앞
- CE' 이차적(PIE 이후) 전설모음 앞.
- Ce e 앞
- C(u) (PIE) u 앞 또는 뒤 (보콜로스 법칙).
- C(O) (PIE) o, u 앞 또는 뒤 (보콜로스 법칙).
- Cn− n 뒤
- CR 공명음(r, l, m, n) 뒤
- C(R) 공명음(r, l, m, n) 앞 또는 뒤
- C(r),l,u− r, l 앞 또는 r, u 뒤
- Cruki− r, u, k, i 뒤 (루키 법칙)
- C..Ch 뒤 음절의 유기음 앞(그라스만의 법칙)
- CE..Ch (PIE) 전설모음(i, e) 앞, 또는 뒤 음절의 유기음 앞(그라스만의 법칙)
- C(u)..Ch (PIE) u 앞 또는 뒤, 또는 뒤 음절의 유기음 앞(그라스만의 법칙)

### 동사 굴절의 비교
다음 표는 영어 동사 ‘bear’의 어원인 인도유럽조어 동사 어근 *bʰer- ‘나르다, 지니다’의 모음어간 직설법 현재시제 굴절형이 고대와 현대의 인도유럽어에 어떻게 반영되었는지 보여준다.
|                      | 인도유럽조어 (*bʰer- ‘나르다, 지니다’) |
| -------------------- | -------------------------------------- |
| 나 (1인칭 단수)      | *bʰéroh₂                               |
| 너 (2인칭 단수)      | *bʰéresi                               |
| 그 (3인칭 단수)      | *bʰéreti                               |
| 우리 둘 (1인칭 쌍수) | *bʰérowos                              |
| 너희 둘 (2인칭 쌍수) | *bʰéreth₁es                            |
| 그들 둘 (3인칭 쌍수) | *bʰéretes                              |
| 우리 (1인칭 복수)    | *bʰéromos                              |
| 너희 (2인칭 복수)    | *bʰérete                               |
| 그들 (3인칭 복수)    | *bʰéronti                              |

| 어파                 | 그리스어파    | 인도이란어파  | 인도이란어파      | 이탈리아어파 | 켈트어파                  | 아르메니아어              | 게르만어파              | 발트슬라브어파  | 발트슬라브어파 | 알바니아어      |
| 어파                 | 그리스어파    | 인도아리아    | 이란어군          | 이탈리아어파 | 켈트어파                  | 아르메니아어              | 게르만어파              | 발트어파        | 슬라브어파     | 알바니아어      |
| 고대어 대표          | 고대 그리스어 | 베다어        | 아베스타어        | 라틴어       | 고대 아일랜드어           | 고전 아르메니아어         | 고트어                  | 고대 프로이센어 | OCS            | 고대 알바니아어 |
| -------------------- | ------------- | ------------- | ----------------- | ------------ | ------------------------- | ------------------------- | ----------------------- | --------------- | -------------- | --------------- |
| 나 (1인칭 단수)      | phérō         | bhárāmi       | barā              | ferō         | biru; berim               | berem                     | baíra /bɛra/            | *bera           | berǫ           | *berja          |
| 너 (2인칭 단수)      | phéreis       | bhárasi       | barahi            | fers         | biri; berir               | beres                     | baíris                  | *bera           | bereši         | *berje          |
| 그 (3인칭 단수)      | phérei        | bhárati       | baraiti           | fert         | berid                     | berē                      | baíriþ                  | *bera           | beretъ         | *berjet         |
| 우리 둘 (1인칭 쌍수) | —             | bhárāvas      | barāvahi          | —            | —                         | —                         | baíros                  |                 | berevě         |                 |
| 너희 둘 (2인칭 쌍수) | phéreton      | bhárathas     | —                 | —            | —                         | —                         | baírats                 |                 | bereta         |                 |
| 그들 둘 (3인칭 쌍수) | phéreton      | bháratas      | baratō            | —            | —                         | —                         | —                       |                 | berete         |                 |
| 우리 (1인칭 복수)    | phéromen      | bhárāmas      | barāmahi          | ferimus      | bermai                    | beremk`                   | baíram                  | *beramai        | beremъ         | *berjame        |
| 너희 (2인칭 복수)    | phérete       | bháratha      | baraϑa            | fertis       | beirthe                   | berēk`                    | baíriþ                  | *beratei        | berete         | *berjeju        |
| 그들 (3인칭 복수)    | phérousi      | bháranti      | barəṇti           | ferunt       | berait                    | beren                     | baírand                 | *bera           | berǫtъ         | *berjanti       |
| 현대어 대표          | 현대 그리스어 | 힌두스탄어    | 페르시아어        |              | 아일랜드어                | 아르메니아어 (동부; 서부) | 독일어                  | 리투아니아어    | 체코어         | 알바니아어      |
| 나 (1인칭 단수)      | férno         | (maiṃ) bharūṃ | (man) {mi}baram   |              | beirim                    | berum em; g'perem         | (ich) {ge}bäre          | beriu           | beru           | (unë) bie       |
| 너 (2인칭 단수)      | férnis        | (tū) bhare    | (tu) {mi}bari     |              | beirir                    | berum es; g'peres         | (du) {ge}bierst         | beri            | bereš          | (ti) bie        |
| 그 (3인칭 단수)      | férni         | (vah) bhare   | (ān) {mi}barad    |              | beireann; %beiridh        | berum ē; g'perē           | (er)(sie)(es) {ge}biert | beria           | bere           | (ai/ajo) bie    |
| 우리 둘 (1인칭 쌍수) |               |               |                   |              |                           |                           |                         | beriava         |                |                 |
| 너희 둘 (2인칭 쌍수) |               |               |                   |              |                           |                           |                         | beriata         |                |                 |
| 그들 둘 (3인칭 쌍수) |               |               |                   |              |                           |                           |                         | beria           |                |                 |
| 우리 (1인칭 복수)    | férnume       | (ham) bhareṃ  | (mā) {mi}barim    |              | beirimid; beiream         | berum enk`; g'perenk`     | (wir) {ge}bären         | beriame         | berem(e)       | (ne) biem       |
| 너희 (2인칭 복수)    | férnete       | (tum) bharo   | (šomā) {mi}barid  |              | beireann sibh; %beirthaoi | berum ek`; g'perek`       | (ihr) {ge}bärt          | beriate         | berete         | (ju) bini       |
| 그들 (3인칭 복수)    | férnun        | (ve) bhareṃ   | (ānān) {mi}barand |              | beirid                    | berum en; g'peren         | (sie) {ge}bären         | beria           | berou          | (ata/ato) bien  |

옛 언어들과 현대의 후손 및 친척 언어들 사이에 여전히 공통점이 보이긴 하지만, 시간이 흐르면서 차이가 점점 벌어져 왔다. 어떤 인도유럽 언어들은 종합어적 동사 체계에서 우언성이 큰 체계로 변했다. 위 표에서는 우언적 구문에서 대명사가 필요한 경우 괄호 안에 나타냈다. 위의 동사 중 여럿은 의미 면에서도 변화를 겪었다.
- 현대 아일랜드어에서 beir는 ‘(아이를) 갖다’라는 의미에서만 ‘bear’와 같은 의미이며, ‘잡다’라는 의미로 더 흔하게 쓰인다.
- 힌디어 동사 bharnā는 산스크리트어 동사의 반영이며 여러 의미가 있지만 ‘채우다’라는 의미가 가장 흔하다. 위 표에 나타낸 굴절형은 어원적으로 직설법 현재시제형에서 왔지만 오늘날에는 가정법의 의미로 쓰인다. 직설법 현재형은 분사(산스크리트어 현재분사 bharant-에서 기원함)와 조동사를 활용해 다음과 같이 우언적으로 나타낸다. maiṃ bhartā hūṃ, tū bhartā hai, vah bhartā hai, ham bharte haiṃ, tum bharte ho, ve bharte haiṃ (남성형)
- 독일어는 고트어의 직계 후손이 아니지만, 고트어 어형은 기원후 400년경의 초기 서게르만어군 어형과 상당히 비슷할 것이다. 독일어에 남아 있는 게르만조어 *beranan의 동근어는 합성어인 gebären ‘(아이를) 갖다’밖에 없다.
- 라틴어 동사 ferre는 불규칙 굴절하기 때문에 일반적인 모음어간 동사의 좋은 예시가 아니다. 오늘날 프랑스어 등 대부분의 로망스어군 언어에서는 다른 동사로 ‘나르다’라는 의미를 표현하며 (예: 프랑스어 porter < 라틴어 portāre) ferre는 souffrir ‘참다’ 또는 conférer ‘주다’처럼 라틴어에서 차용한 합성어로만 남아 있다.

## 오늘날의 분포

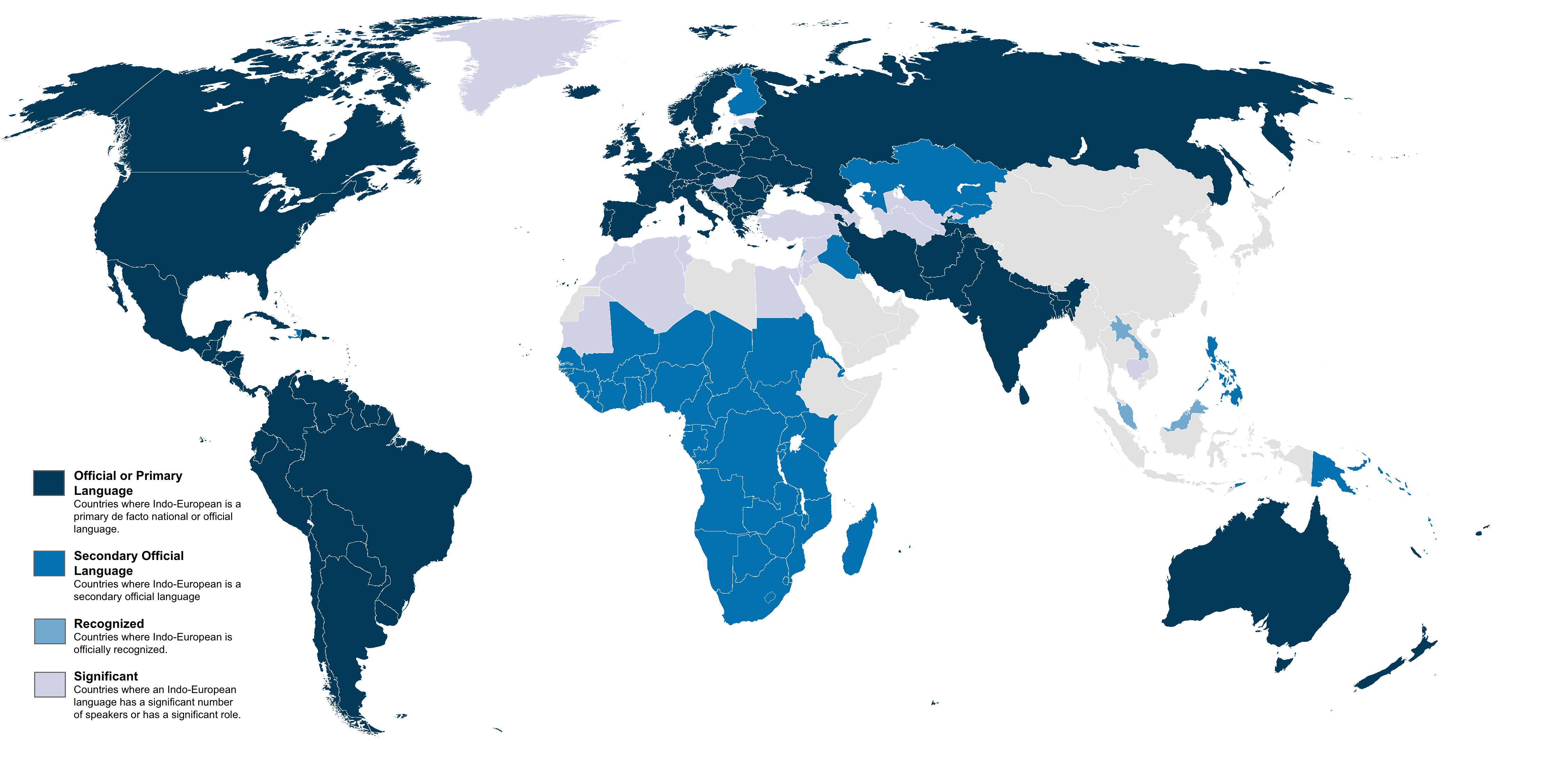
공용어 또는 제1언어
제2공용어
공인 지위가 있는 언어
주요 언어
미사용

오늘날 아메리카의 인도유럽어족 분포 현황:
로망스어군:
스페인어
포르투갈어
프랑스어게르만어파:
영어
네덜란드어

오늘날 인도유럽어족 언어는 사람이 사는 모든 대륙에 걸쳐 32억 명이 모어로 사용한다. 이는 모든 어족 가운데 가장 큰 숫자이다. 모어 화자 수가 가장 많은 20개 언어 중 10개가 인도유럽어족에 속한다. 수가 많은 순서대로 스페인어, 영어, 힌두스탄어, 포르투갈어, 벵골어, 러시아어, 펀자브어, 독일어, 프랑스어, 마라티어인데, 이들의 모어 화자 수만 합쳐도 17억 명에 이른다. 또한 세계적으로 수억 명의 사람들이 제2언어나 제3언어로 인도유럽어를 배우며, 영어를 제2언어로 배우는 사람들의 수만 해도 대략 6억에서 10억에 달한다.
인도유럽어족이 이토록 화자 수가 많고 광대한 영역에서 쓰이게 된 까닭은 여러 가지가 있다. 선사 시대 인도유럽인의 이주와 인도아리아족, 이란족, 켈트족, 그리스인, 로마인, 게르만족, 슬라브족 등 유라시아 전역에 걸친 인도유럽 문화의 확산 때문에, 이들 민족의 언어는 근동 일부, 북아시아, 동아시아를 제외한 유라시아 전 지역에서 지배적인 위치를 점하였고 기존에 존재하던 인도유럽어족 이전 언어들을 대부분 몰아냈다. 다만 중동과 북아프리카의 대부분 지역에서는 셈어파 언어가, 캅카스에서는 캅카스 제어가 지배적으로 쓰인다. 마찬가지로 유럽과 우랄산맥 지역에서는 헝가리어, 핀란드어, 에스토니아어 등 우랄어족 언어가 남아 있으며 인도유럽어족 이전의 고립어인 바스크어도 살아남았다.
자신들의 언어가 같은 뿌리에서 비롯했다는 사실을 알지는 못했지만 여러 인도유럽어족 화자 집단은 유라시아의 서쪽 2/3 지역을 문화적으로 지배하고 종종 토착어를 몰아냈다. 서기원년쯤에 인도유럽계 민족들은 이 지역의 거의 전부를 지배했다. 켈트족은 서유럽과 중앙 유럽을, 로마인은 남유럽을, 게르만족은 북유럽을, 슬라브족은 동유럽을, 이란족은 서아시아·중앙아시아의 대부분과 동유럽의 일부를, 인도아리아족은 인도 아대륙을 지배했으며 중국 서부에도 토하라족이 살고 있었다. 중세에 이르면 유럽과 아시아의 서쪽 절반 지역에 남은 비(非)인도유럽어족 언어는 셈어파, 드라비다어족, 캅카스 제어, 우랄어족, 바스크어뿐이었다.
중세에 인도유럽어 사용 지역은 한때 원시 인도유럽인들이 속한 집단이었던 유라시아 유목민들의 침략을 받았지만, 그럼에도 불구하고 근세에 인도유럽어족의 확장은 또다시 정점에 이르게 된다. 인도 아대륙의 인구가 급속히 증가했고, 유럽인이 대항해시대를 열어 전세계로 퍼져나갔으며, 중앙집권화와 민족주의의 성장으로 주변 비(非)인도유럽 언어와 민족에 대한 동화가 지속되었던 것이다. 이러한 경향은 근대에도 전세계적 인구 증가와 유럽인의 아메리카 및 오세아니아 식민화에 힘입어 계속되었고, 인도유럽어 화자 수와 사용 영역은 폭발적으로 늘어났다.
오늘날의 정치, 과학, 기술, 교육, 금융, 체육 분야에서 인도유럽 언어의 지배와 식민화로 말미암아, 인구의 대부분이 비인도유럽어를 사용하는 국가들 중에도 인도유럽어를 공용어로 삼은 국가가 많으며, 세계 인구의 과반은 인도유럽 언어를 하나 이상 구사할 줄 안다. 인터넷에서 사용되는 언어는 인도유럽어가 절대다수를 차지하며 가장 높은 비율을 차지하는 것은 영어이다. 영어는 여러 면에서 국제 공통어로 자리매김했다.

## 같이 보기
- 활용
- 어족
- 유럽의 언어
- 인도의 언어
- 언어학

## 참고 문헌
- Anthony, David W. (2007). 《The Horse, the Wheel, and Language: How Bronze-Age Riders from the Eurasian Steppes Shaped the Modern World》. Princeton University Press. ISBN 978-0-691-05887-0.
- Auroux, Sylvain (2000). 《History of the Language Sciences》. Berlin: Walter de Gruyter. ISBN 978-3-11-016735-1.
- Fortson, Benjamin W. (2004). 《Indo-European Language and Culture: An Introduction》. Malden, Massachusetts: Blackwell. ISBN 978-1-4051-0315-2.
- Brugmann, Karl (1886). 《Grundriss der Vergleichenden Grammatik der indogermanischen Sprachen》 (독일어). Erster Band. Strassburg: Karl J. Trübner.
- Houwink ten Cate, H.J.; Melchert, H. Craig & van den Hout, Theo P.J. (1981). 〈Indo-European languages, The parent language, Laryngeal theory〉. 《Encyclopædia Britannica》 22 15판. Chicago: Helen Hemingway Benton.
- Holm, Hans J. (2008). 〈The Distribution of Data in Word Lists and its Impact on the Subgrouping of Languages〉.   Preisach, Christine; Burkhardt, Hans; Schmidt-Thieme, Lars;  외. 《Data Analysis, Machine Learning, and Applications》. Proceedings of the 31st Annual Conference of the German Classification Society (GfKl), University of Freiburg, March 7–9, 2007. Heidelberg-Berlin: Springer-Verlag. ISBN 978-3-540-78239-1.
- Kortlandt, Frederik (1990). “The Spread of the Indo-Europeans” (PDF). 《Journal of Indo-European Studies》 18 (1–2): 131–40.
- Lubotsky, A. (1988). “The Old Phrygian Areyastis-inscription” (PDF). 《Kadmos》 27: 9–26. doi:10.1515/kadmos-1988-0103.
- Kortlandt, Frederik (1988). “The Thraco-Armenian consonant shift”. 《Linguistique Balkanique》 31: 71–74.
- Lane, George S.; Adams, Douglas Q. (1981). 〈The Tocharian problem〉. 《Encyclopædia Britannica》 22 15판. Chicago: Helen Hemingway Benton.
- Porzig, Walter (1954). 《Die Gliederung des indogermanischen Sprachgebiets》. Heidelberg: Carl Winter Universitätsverlag.
- Renfrew, C. (2001). 〈The Anatolian origins of Proto-Indo-European and the autochthony of the Hittites〉.   Drews, R. 《Greater Anatolia and the Indo-Hittite language family》. Washington, DC: Institute for the Study of Man. ISBN 978-0-941694-77-3.
- Schleicher, August (1861). 《Compendium der vergleichenden Grammatik der indogermanischen Sprachen》 (독일어). Weimar: Böhlau (reprinted by Minerva GmbH, Wissenschaftlicher Verlag). ISBN 978-3-8102-1071-5.
- Szemerényi, Oswald; Jones, David; Jones, Irene (1999). 《Introduction to Indo-European Linguistics》. Oxford University Press. ISBN 978-0-19-823870-6.
- von Bradke, Peter (1890). 《Über Methode und Ergebnisse der arischen (indogermanischen) Alterthumswissenshaft》 (독일어). Giessen: J. Ricker'che Buchhandlung.

## 추가 문헌
- Beekes, Robert S.P. (1995). 《Comparative Indo-European Linguistics》. Amsterdam: John Benjamins.
- Chakrabarti, Byomkes (1994). 《A comparative study of Santali and Bengali》. Calcutta: K.P. Bagchi & Co. ISBN 978-81-7074-128-2.
- Collinge, N.E. (1985). 《The Laws of Indo-European》. Amsterdam: John Benjamins.
- Mallory, J.P. (1989). 《In Search of the Indo-Europeans》. London: Thames and Hudson. ISBN 978-0-500-27616-7.
- Renfrew, Colin (1987). 《Archaeology & Language. The Puzzle of the Indo-European Origins》. London: Jonathan Cape. ISBN 978-0-224-02495-2.
- Meillet, Antoine. Esquisse d'une grammaire comparée de l'arménien classique, 1903.
- Ramat, Paolo; Ramat, Anna Giacalone (1998). 《The Indo-European languages》. Routledge.
- Schleicher, August, A Compendium of the Comparative Grammar of the Indo-European Languages (1861/62).
- Strazny, Philip; Trask, R.L., 편집. (2000). 《Dictionary of Historical and Comparative Linguistics》 1판. Routledge. ISBN 978-1-57958-218-0.
- Szemerényi, Oswald (1957). “The problem of Balto-Slav unity”. 《Kratylos》 2: 97–123.
- Watkins, Calvert (2000). 《The American Heritage Dictionary of Indo-European Roots》. Houghton Mifflin. ISBN 978-0-618-08250-6.
- Remys, Edmund, General distinguishing features of various Indo-European languages and their relationship to Lithuanian. Berlin, New York: Indogermanische Forschungen, Vol. 112, 2007.
- P. Chantraine (1968), Dictionnaire étymologique de la langue grecque, Klincksieck, Paris.

### 데이터베이스
- Dyen, Isidore; Kruskal, Joseph; Black, Paul (1997). “Comparative Indo-European”. wordgumbo. 2009년 12월 13일에 확인함.
- “Indo-European”. LLOW Languages of the World. 2017년 10월 10일에 원본 문서에서 보존된 문서. 2009년 12월 14일에 확인함.
- “Indo-European Documentation Center”. Linguistics Research Center, University of Texas at Austin. 2009. 3 September 2009에 원본 문서에서 보존된 문서. 14 December 2009에 확인함.
- Lewis, M. Paul, 편집. (2009). 〈Language Family Trees: Indo-European〉. 《Ethnologue: Languages of the World, Online version》 Sixteen판. Dallas, Tex.: SIL International..
- “Thesaurus Indogermanischer Text- und Sprachmaterialien: TITUS” (독일어). TITUS, University of Frankfurt. 2003. 2009년 12월 13일에 확인함.
- “Indo-European Lexical Cognacy Database (IELex)”. Max Planck Institute for Psycholinguistics, Nijmegen. 2015년 11월 7일에 원본 문서에서 보존된 문서. 2021년 3월 10일에 확인함.

### 어휘 목록
- “Indo-European Etymological Dictionary (IEED)”. Leiden, Netherlands: Department of Comparative Indo-European Linguistics, Leiden University. 7 February 2006에 원본 문서에서 보존된 문서. 14 December 2009에 확인함.
- 〈Indo-European Roots Index〉. 《The American Heritage Dictionary of the English Language》 4판. Internet Archive: Wayback Machine. 2008년 8월 22일 [2000]. 2009년 2월 17일에 원본 문서에서 보존된 문서. 2009년 12월 9일에 확인함.
- Köbler, Gerhard (2014). 《Indogermanisches Wörterbuch》 (독일어) 5판. Gerhard Köbler. 2015년 3월 29일에 확인함.
- Schalin, Johan (2009). “Lexicon of Early Indo-European Loanwords Preserved in Finnish”. Johan Schalin. 2009년 12월 9일에 확인함.